# Dabola (prefectura de Guinea)
Dabola es una prefectura de la región de Faranah de Guinea, con una población censada en marzo de 2014 de 181 137 habitantes. Está formada por las siguientes subprefecturas, que igualmente se muestran con población censada en marzo de 2014:
- Arfamoussaya 16,523
- Banko 23,610
- Bissikrima 28,638
- Dabola 38,464
- Dogomet 27,748
- Kankama 13,297
- Kindoyé 6,382
- Konindou 10,013
- N'Déma 16,462[1]

## División
- Arfamoussaya
- Banko
- Bissikrima
- Dabola
- Dogomet
- Kankama
- Kindoyé
- Konindou
- N'Déma